# MARC21
MARC 21 — об'єднання форматів USMARC (формат Бібліотеки Конгресу США) та CAN/MARC (Національної Бібліотеки Канади).
MARC 21 — комплекс спеціалізованих форматів:
- для бібліографічних даних;
- для авторитетних даних;
- дані про фонди;
- для класифікаційних даних;
- для публічної інформації.

MARC 21 дозволяє використовувати кодування MARC-8 або Unicode (UTF-8).

## Історія
Ідея створення бібліографічного формату народилась, мабуть, вже тоді, коли рівень розвитку комп’ютерної техніки дозволив створювати найпростіші електронні каталоги.
Формат MARC (машиночитна каталогізація) з’являється на початку 1960-х років у США. Головним його творцем та рушієм виявився і є зараз Бібліотека Конгресу. Відтоді і на сьогодні бібліографічні записи в Сполучених Штатах створюються і накопичуються у цьому форматі, причому сам формат безперервно розвивається. Оскільки Бібліотека Конгресу є фактично (хоча формально це і не зовсім так) монопольним законотворцем у цій галузі в країні, то у американців немає таких проблем з створенням, з корпоративною каталогізацією, з обміном бібліографічними записами всередині країни, які могли б виникнути, якби каталогізація проводилася в різних форматах.
Але "біда" в тому, що інші країни, слідом за США створюють свої формати.
Навіть ті, хто працює за тими ж, англо-американським, правилам каталогізації.
Велика Британія - UKMARC, Канада - CANMARC, Австралія - AUSMARC.
Відповідно сам MARC перетворюється в USMARC.
Усі ці формати мають багато спільного, оскільки будуються на єдиній, MARC-основі, але й відрізняються між собою, оскільки, як з’ясовується, мають значення не тільки правила, але і традиції каталогізації, а також різниця в поглядах на можливості та вимоги до електронного каталогу. З цього боку творчість створювачів форматів, фактично нічим не регулюється.
Наприклад, Німеччина йшла своїм шляхом і створила формат MAB, не схожий на усі інші.
Труднощі виникли тоді, коли справа дійшла до міжнародного обміну.
Уже в 1970-х роках з’являються такі формати, призначені для міжнародного обміну, як UNIMARC (ІФЛА), UNISIST Reference Manual (UNESCO), МЕКОФ-2 (РЕВ), USSR-US Common Communication Format (Рада Міністрів СРСР, Державний комітет з науки і техніки, ДПНТБ СРСР).
У квітні 1978 року представницький форум в Таорміні (Сицилія), за участю UNESCO, IFLA, ISO, приймає рішення про необхідність створення спільного комунікативного формату (CCF, Common Communication Format) на базі усіх перерахованих вище форматів. Перше керівництво по CCF з’являється у 1984 році.
Але вже в 1987 році під егідою IFLA виходить керівництво по формату UNIMARC.
З 1991 року формат CCF практично не розвивається. Тут важливо розуміти, що ж стало причиною занепаду формату, який мав настільки впливових батьків. На думку Алана Хопкінсона, експерта з форматів із бібліотеки Мідлсекського університету (Велика Британія) , причина полягає в конфлікті між простотою формату, що було одним з ключових рішень при його створенні, і вимогами національних бібліотек, які продовжували розвиток MARC-форматів відповідно до появи нових видів документів, які вони описували.
UNIMARC стає офіційним форматом, підтримуваним IFLA.